# Dexamenos (Sohn des Mesolas)
Dexamenos (altgriechisch Δεξαμενός Dexamenós, deutsch ‚der Gastliche‘) ist eine Person der griechischen Mythologie.
Laut Stephanos von Byzanz war er der Sohn des Mesolas und der Ambrakia, die eine Tochter des Heliossohnes Phorbas war. Nach ihm sei die Stadt Dexamenai im Herrschaftsbereich von Ambrakia benannt worden.